# Jan Gratama
Jan Gratama (Groningen, 16 augustus 1877 – Amsterdam, 12 december 1947) was een Nederlands architect, stedenbouwkundige, schilder, tekenaar en redacteur.
Als architect heeft Jan Gratama gebouwen in de stijl van de Amsterdamse School gebouwd en er meerdere artikelen over gepubliceerd. Jan Gratama werkte actief mee aan verschillende architectuurtijdschriften als redacteur, bijvoorbeeld het Bouwkundig Weekblad. Hij was de eerste bouwkundige die de term Amsterdamse School gebruikte.

## Levensloop
Gratama was geboren en opgegroeid in Groningen. Eind jaren 1890 volgde hij de opleiding tot bouwkundig ingenieur aan de Polytechnische School te Delft. Hierna had hij enkele jaren verschillende banen als tekenaar en docent Den Haag en Delft.
In 1908 begon hij als architect in Amsterdam. De eerste jaren vestigde hij vooral de aandacht op zich als geprofileerd bestuurder en polemisch publicist. Hij was secretaris van de Maatschappij tot Bevordering der Bouwkunst en voorzitter van het genootschap Architectura et Amicitia.
Vanaf 1914 werkte hij samen met de architect Gerrit Versteeg en vanaf 1930 zou hij samenwerken met Jan-Willem Dinger. Tijdens de bezetting werd hij wethouder voor Pubieke Werken en Volkshuisvesting in Amsterdam.
Zijn nationaalsocialistische sympathieën en politieke activiteiten tijdens de Tweede Wereldoorlog (onder meer zijn lidmaatschap van de Nederlandsche Kultuurraad) leidden ertoe dat hij na de oorlog moeilijkheden met justitie kreeg en in een isolement raakte, tot zijn dood in 1947.

## Werk

### Schoonheidscommissie

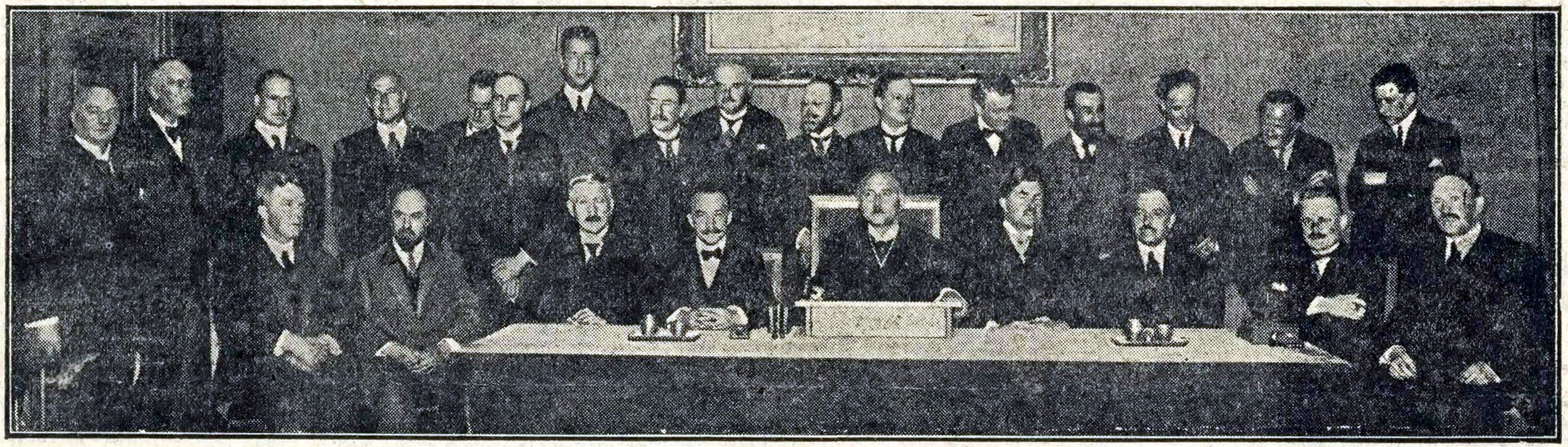
Installatie nieuwe Schoonheidscommissie in Amsterdam in 1924 met Gatama als een van de 25 leden.

Gratama speelde in de eerste decennia van de 20e eeuw een centrale rol in de Schoonheidscommissies van de gemeente Amsterdam, de voorloper van de latere Welstandscommissies. Daarmee was hij medeverantwoordelijk voor het voortrekken en het bevoordelen van architecten die de Amsterdamse Schoolstijl aanhingen, en voor het tegenwerken van architecten die de voorkeur gaven aan andere bouwstijlen. Vanuit die positie is hij van grote invloed geweest op alle architectuur die werd gerealiseerd in Amsterdam in deze periode.

### Supervisor
Vanaf 1914 werkte hij samen met de architect Gerrit Versteeg en vanaf 1930 zou hij samenwerken met Jan-Willem Dinger. Met Versteeg werkte Gratama aan verschillende projecten: onder andere ontwierp hij woningen in de Vogelbuurt te Amsterdam-Noord en gemeentelijke woningen in de Transvaalbuurt te Amsterdam-Oost.

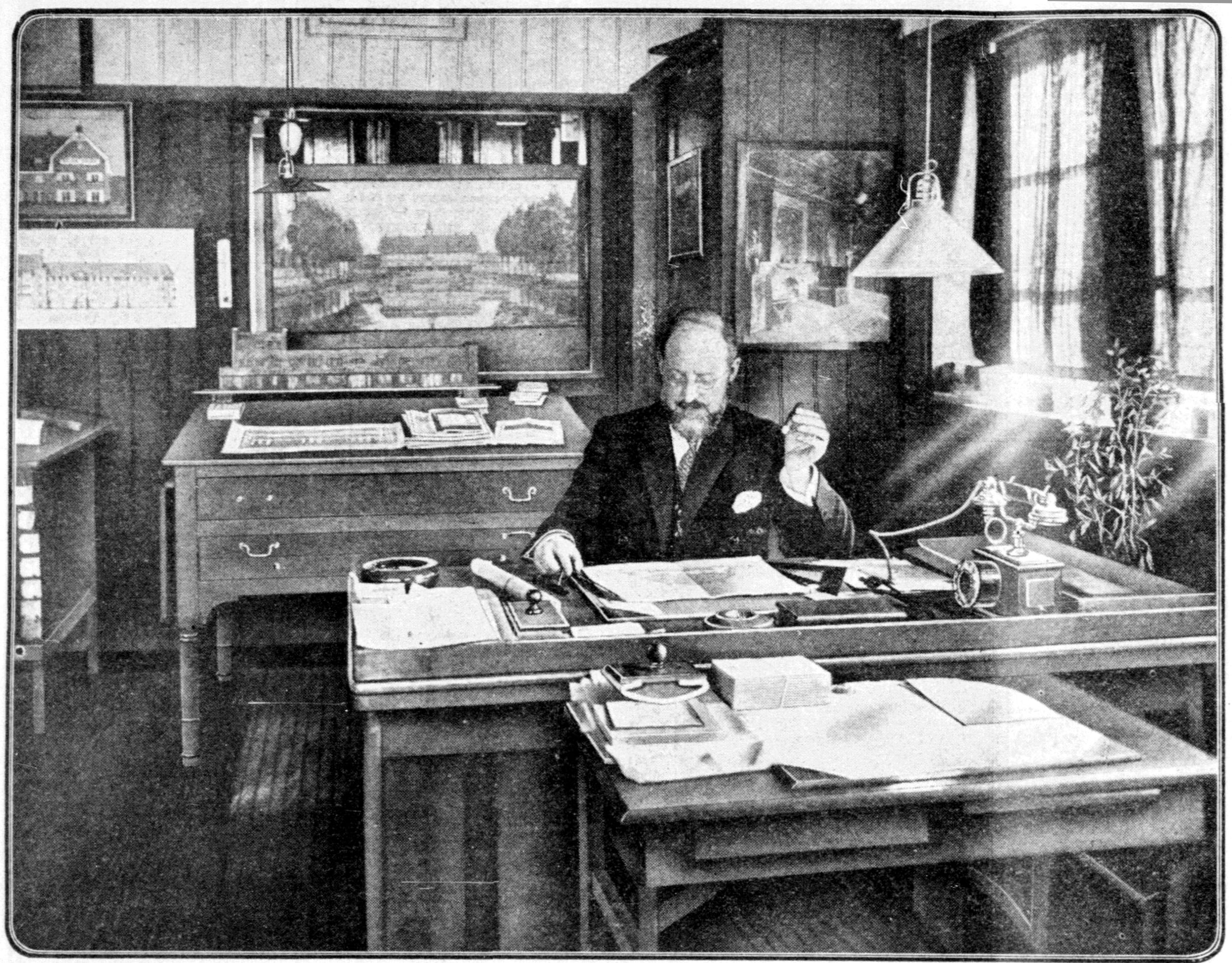
Gratama in z'n werkkamer aan de Olympiaweg, A'dam 1927

Hij werd door de directeur van de Gemeentelijke Woningdienst Amsterdam Arie Keppler aangewezen als supervisor voor de ontwikkeling van de Stadionbuurt. Hiervoor ontwierp hij het Olympia-complex (1924) en de bebouwing langs de Marathonweg, met de kenmerkende poortgebouwen die extra intimiteit geven aan enkele binnenstraten zoals de Sportstraat, de Simsonstraat en de Theseusstraat.

### Marathonbuurt
Samen met architect Jan-Willem Dinger (1891-1986) ontwierp hij in deze Marathonbuurt, onderdeel van de Stadionbuurt, de oneven (noord-)zijde van de Marathonweg tussen Olympiaweg en Olympiaplein, en daarmee ook de hoekgebouwen Marathonweg-Hygieaplein aan de noordzijde, het complete blok omsloten door Marathonweg, Olympiaplein en Achillesstraat, en Achillesstraat 22 t/m 32. Het spiegelbeeld van dit bouwblok aan de overkant van de Marathonweg, die hiermee een architectonische eenheid vormt, is ook ontworpen door dit tweetal, maar ze verkochten het ontwerp aan bureau Gulden en Geldmaker, waardoor het met kleine wijzigingen werd gebouwd door woningstichting Zomers Buiten en dit nu op het conto van dit bureau mag staan.

### Plan West
Gratama was bovendien een van de ontwerpers van de uitbreiding van Amsterdam-West, waaraan ook H.P. Berlage heeft bijgedragen. Met het ontwerpen in 1928 van Tuindorp Watergraafsmeer, dat hij als architect samen met Versteeg plande, werd hij bekend. Gratama en Versteeg waren ook betrokken bij de bouw van de wijk de Geitenkamp in Arnhem.

### Afbeeldingen

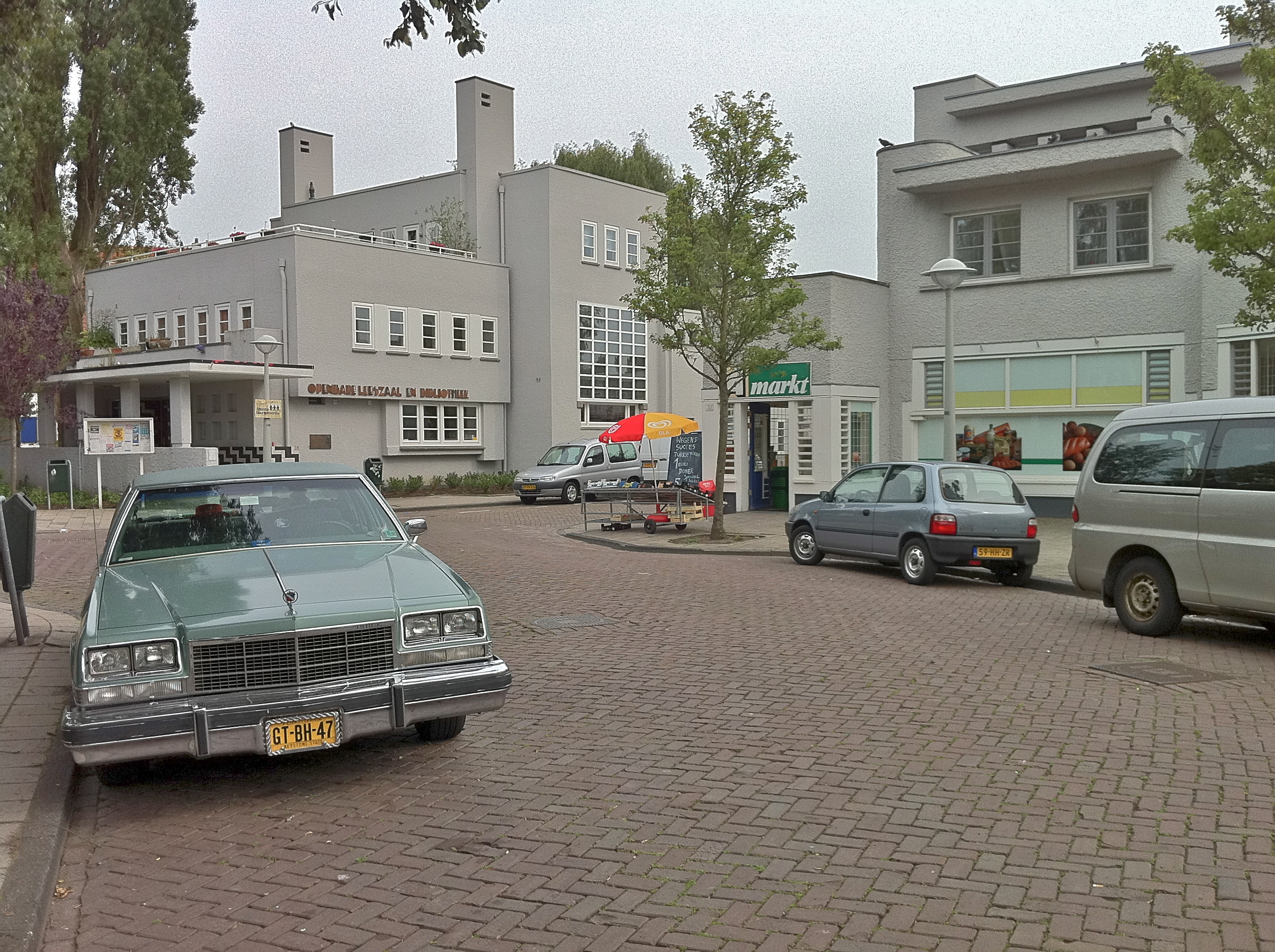
De Brink in Tuindorp Watergraafsmeer, centraal in Betondorp waarmee Gratama bekendheid kreeg
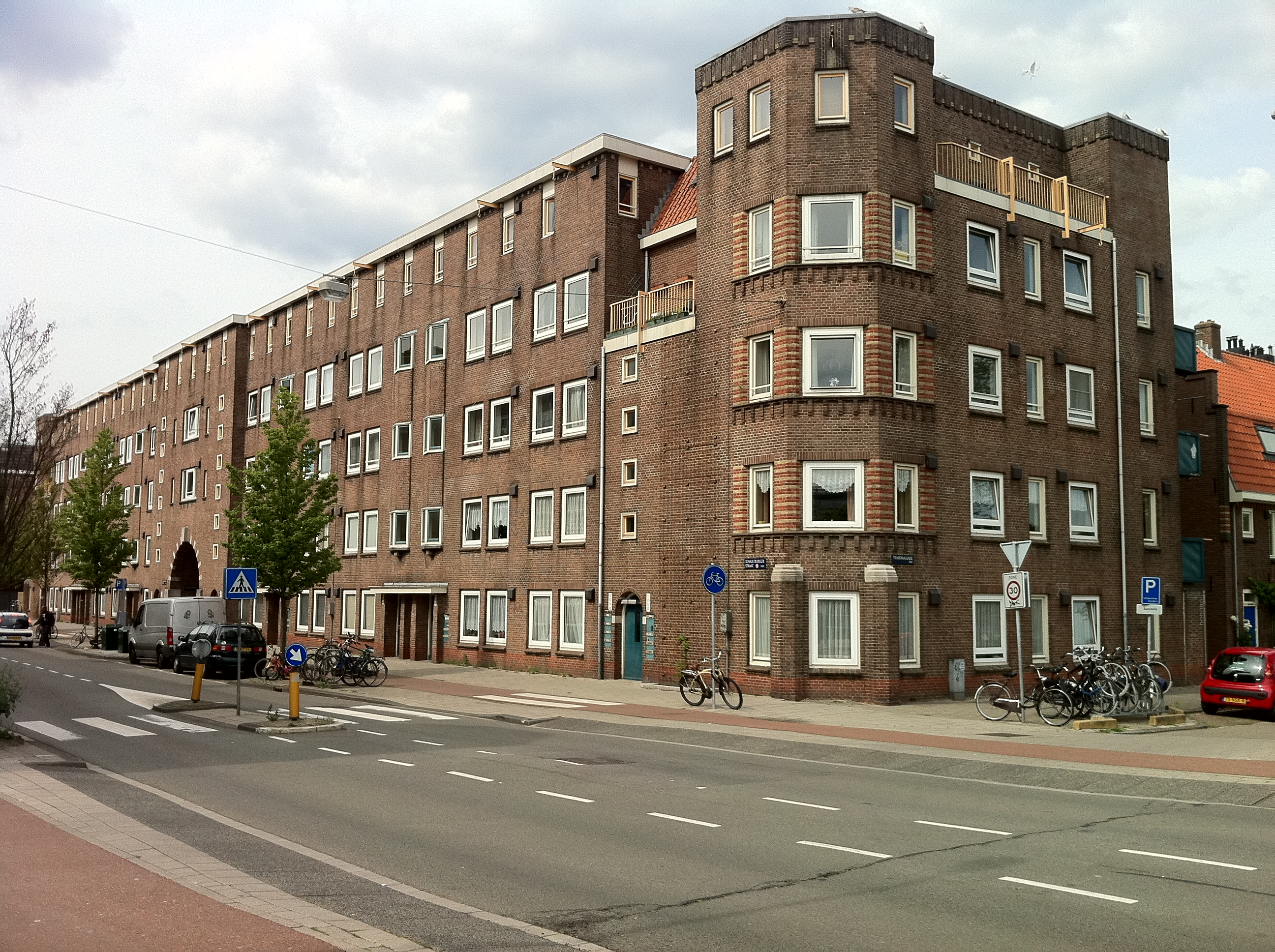
Sociale woningbouw in de Transvaalbuurt van architect Jan Gratama, anno 2011 verhuurd door Ymere
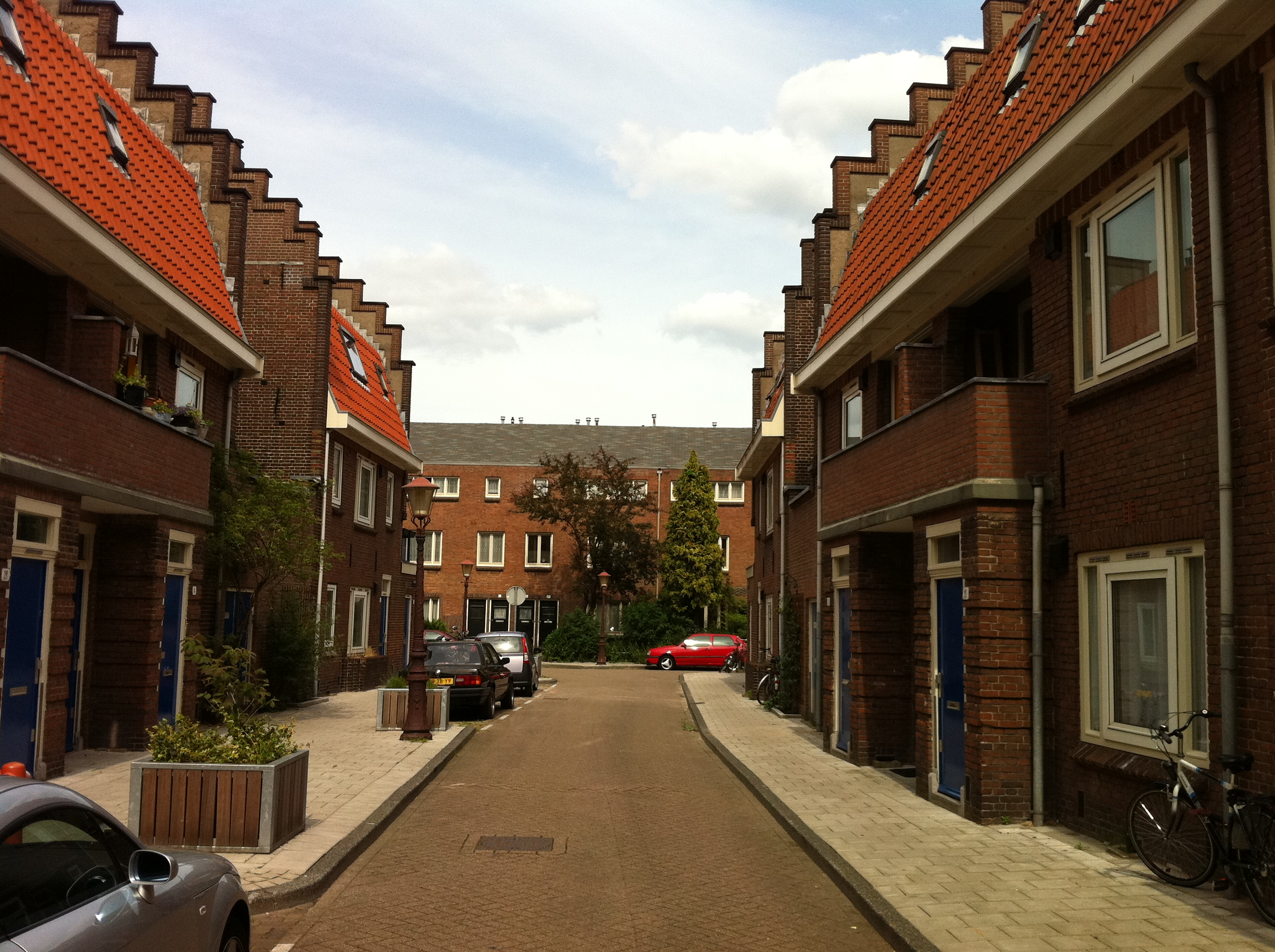
Colensostraat in de Transvaalbuurt
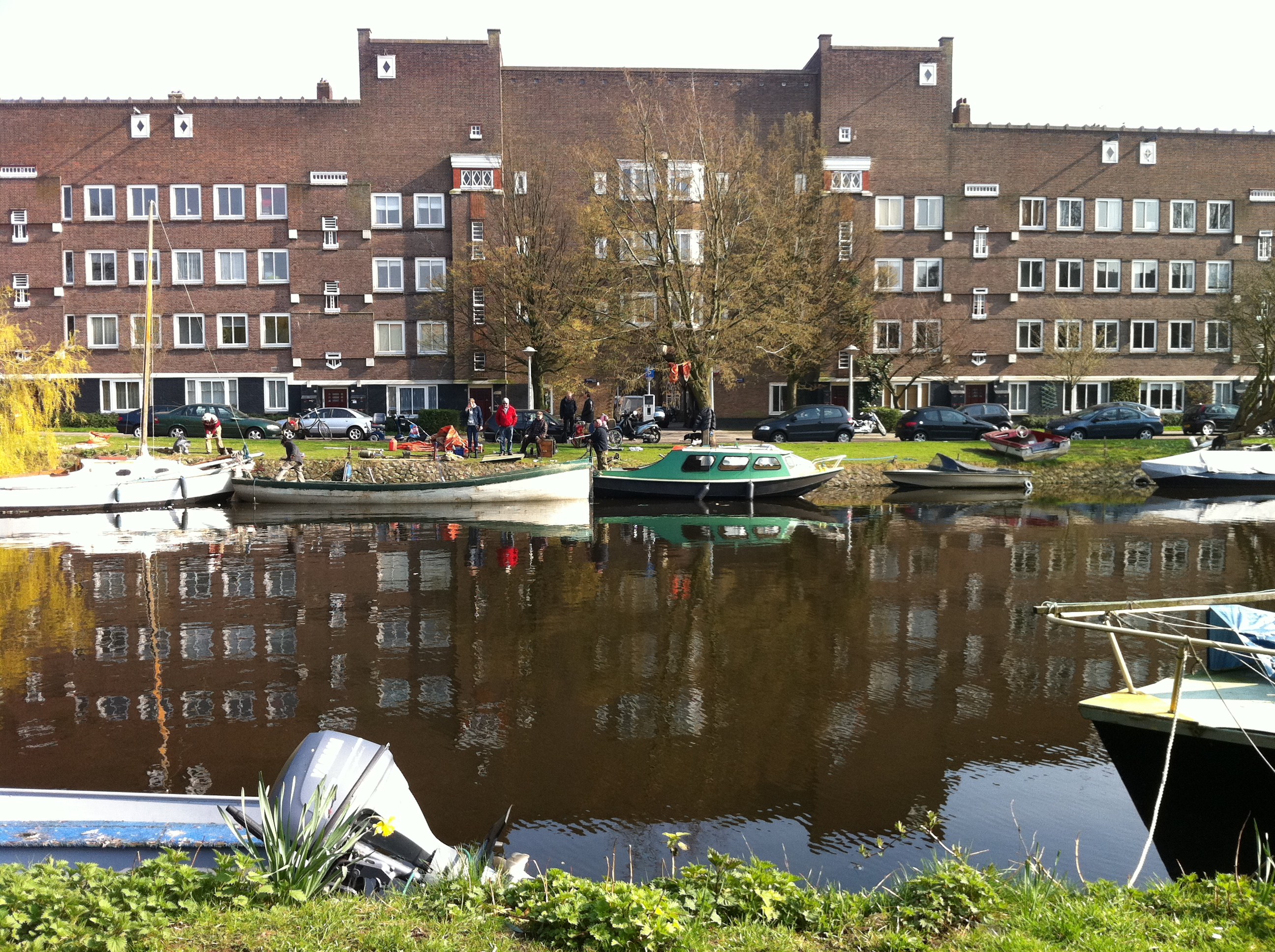
Olympia-complex van Jan Gratama
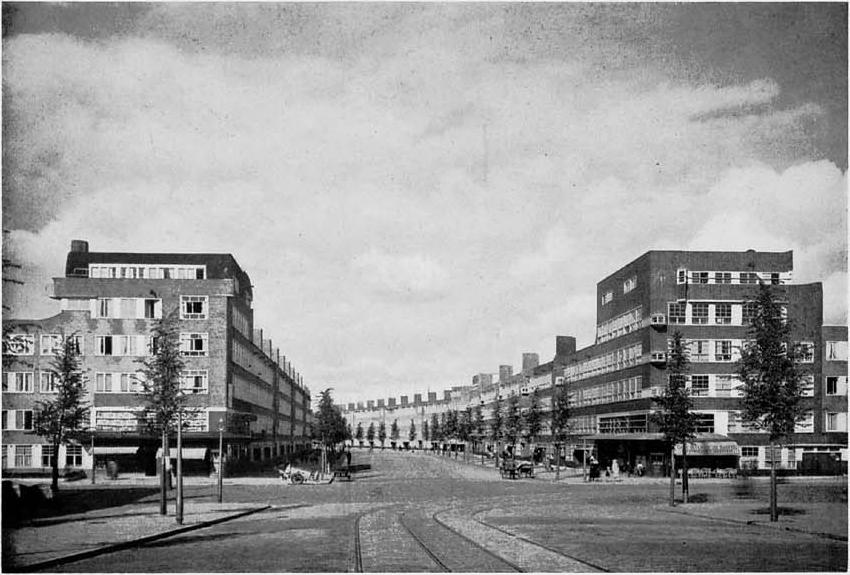
Gratama bemoeide zich intensief met Plan West
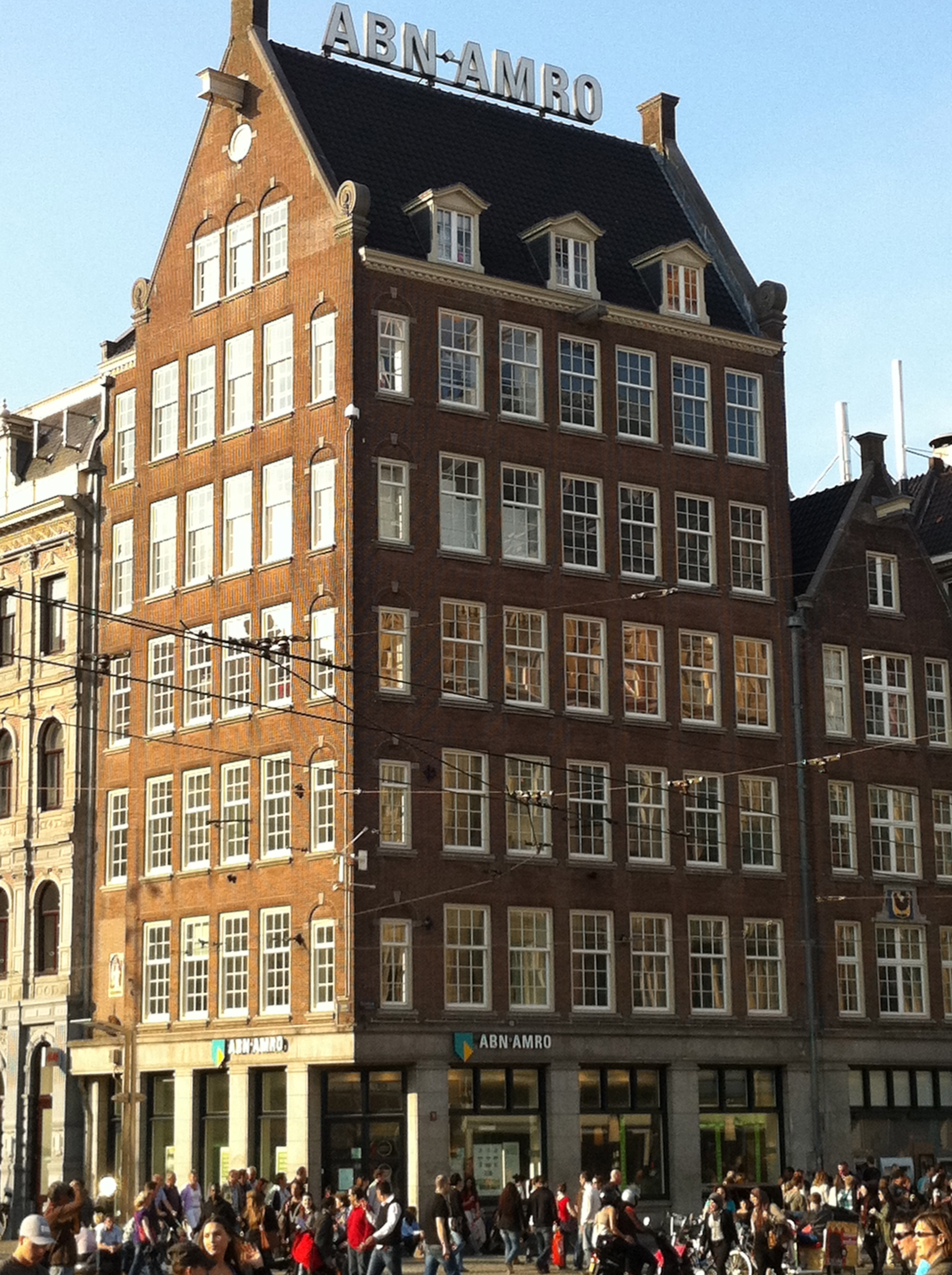
Kantoorgebouw De Bisschop uit 1934, hoek Dam-Damrak

### Verdere carrière
Gratama was met Dinger verantwoordelijk voor een aantal filialen van de Incasso Bank. In de eerste jaren koos hij nog de kant van de modernisten. In de loop der jaren schoof Gratama op, in meer traditionele en historiserende richting. Het kantoorgebouw 'De Bisschop', op de hoek van de Dam en het Damrak, dat hij in 1934 ontwierp, markeert de omslag van Gratama. Dat werd de aanleiding voor een scherpe polemiek tussen voor- en tegenstanders van het moderne bouwen. Ook politiek zou Gratama steeds verder opschuiven. In de jaren twintig werkte hij nog samen met Berlage en Versteeg, die beiden lid waren van de sociaaldemocratische SDAP.
Tijdens de bezetting werd hij op 15 januari 1943 wethouder voor Pubieke Werken en Volkshuisvesting in Amsterdam. Daarmee droeg hij mede de bestuurlijke verantwoordelijkheid voor de deportatie van de laatste joodse bewoners uit de woningen die hij zelf ontworpen had, bijvoorbeeld in de Transvaalbuurt, die was aangewezen als Judenviertel II.
Hij liet ook veel Amsterdamse gebouwen gebouwd voor 1800 met architectonische en cultuurhistorische betekenis vastleggen op tekening, zodat de stad exact kon worden hersteld of herbouwd als de stad door oorlogshandelingen gebombardeerd zou worden. Zijn schrikbeeld was het bombardement van Rotterdam van 14 mei 1940, dat daar de hele binnenstad had weggevaagd en waar de tegenstanders van historiserende herbouw, zoals de Rotterdamse Kamer van Koophandel, de discussie leken te gaan winnen. Veel medewerkers aan dit omvangrijke tekenproject ontliepen door hun werkzaamheden de Arbeitseinsatz in Duitsland, wat ongetwijfeld levens heeft gered.
Na de bevrijding werd hij, vanwege zijn samenwerking met de bezetters, gearresteerd.